# Dineutus longimanus
Dineutus longimanus är en skalbaggsart som beskrevs av Olivier. Dineutus longimanus ingår i släktet Dineutus och familjen virvelbaggar.

## Underarter
Arten delas in i följande underarter:
- D. l. longimanus
- D. l. portoricensis